# Friuli Latisana Franconia riserva
 (décembre 2023).
Si vous disposez d'ouvrages ou d'articles de référence ou si vous connaissez des sites web de qualité traitant du thème abordé ici, merci de compléter l'article en donnant les références utiles à sa vérifiabilité et en les liant à la section « Notes et références ».
Le Friuli Latisana Franconia riserva est un vin rouge italien de la région Frioul-Vénétie Julienne doté d'une appellation DOC depuis le 19 mai 1975. Seuls ont droit à la DOC les vins rouges récoltés à l'intérieur de l'aire de production définie par le décret. Les vignobles autorisés se situent en provinces de Pordenone et d'Udine dans les communes de Castions di Strada, Latisana, Lignano Sabbiadoro, Muzzana del Turgnano, Morsano al Tagliamento, Palazzolo dello Stella, Pocenia, Precenicco, Rivignano, Ronchis, Teor et Varmo.
Vieillissement minimum légal: 2 ans.
Le vin rouge du type riserva répond à un cahier des charges plus exigeant que le Friuli Latisana Franconia, essentiellement en relation avec le vieillissement. Voir aussi l'article Friuli Latisana Franconia superiore

## Caractéristiques organoleptiques
- couleur : rouge rubis intense
- odeur : vineux, harmonique
- saveur : sec, plein, légèrement fruité,

Le Friuli Latisana Franconia riserva se déguste à une température de 14 à 16 °C et il se gardera 2 –3 ans.

## Production
Province, saison, volume en hectolitres :
- pas de données disponibles